# 2003 год
2003 (две ты́сячи тре́тий) год  по григорианскому календарю — невисокосный год, начинающийся в среду. Это 2003 год нашей эры, 3‑й год 1‑го десятилетия XXI века 3‑го тысячелетия, 4‑й год 2000‑х годов. Он закончился 22 года назад.
| Пн | Вт | Ср | Чт | Пт | Сб | Вс |
|    |    | 1  | 2  | 3  | 4  | 5  |
| 6  | 7  | 8  | 9  | 10 | 11 | 12 |
| 13 | 14 | 15 | 16 | 17 | 18 | 19 |
| 20 | 21 | 22 | 23 | 24 | 25 | 26 |
| 27 | 28 | 29 | 30 | 31 |    |    |

| Пн | Вт | Ср | Чт | Пт | Сб | Вс |
|    |    |    |    |    | 1  | 2  |
| 3  | 4  | 5  | 6  | 7  | 8  | 9  |
| 10 | 11 | 12 | 13 | 14 | 15 | 16 |
| 17 | 18 | 19 | 20 | 21 | 22 | 23 |
| 24 | 25 | 26 | 27 | 28 |    |    |

| Пн | Вт | Ср | Чт | Пт | Сб | Вс |
|    |    |    |    |    | 1  | 2  |
| 3  | 4  | 5  | 6  | 7  | 8  | 9  |
| 10 | 11 | 12 | 13 | 14 | 15 | 16 |
| 17 | 18 | 19 | 20 | 21 | 22 | 23 |
| 24 | 25 | 26 | 27 | 28 | 29 | 30 |
| 31 |    |    |    |    |    |    |

| Пн | Вт | Ср | Чт | Пт | Сб | Вс |
|    | 1  | 2  | 3  | 4  | 5  | 6  |
| 7  | 8  | 9  | 10 | 11 | 12 | 13 |
| 14 | 15 | 16 | 17 | 18 | 19 | 20 |
| 21 | 22 | 23 | 24 | 25 | 26 | 27 |
| 28 | 29 | 30 |    |    |    |    |

| Пн | Вт | Ср | Чт | Пт | Сб | Вс |
|    |    |    | 1  | 2  | 3  | 4  |
| 5  | 6  | 7  | 8  | 9  | 10 | 11 |
| 12 | 13 | 14 | 15 | 16 | 17 | 18 |
| 19 | 20 | 21 | 22 | 23 | 24 | 25 |
| 26 | 27 | 28 | 29 | 30 | 31 |    |

| Пн | Вт | Ср | Чт | Пт | Сб | Вс |
|    |    |    |    |    |    | 1  |
| 2  | 3  | 4  | 5  | 6  | 7  | 8  |
| 9  | 10 | 11 | 12 | 13 | 14 | 15 |
| 16 | 17 | 18 | 19 | 20 | 21 | 22 |
| 23 | 24 | 25 | 26 | 27 | 28 | 29 |
| 30 |    |    |    |    |    |    |

| Пн | Вт | Ср | Чт | Пт | Сб | Вс |
|    | 1  | 2  | 3  | 4  | 5  | 6  |
| 7  | 8  | 9  | 10 | 11 | 12 | 13 |
| 14 | 15 | 16 | 17 | 18 | 19 | 20 |
| 21 | 22 | 23 | 24 | 25 | 26 | 27 |
| 28 | 29 | 30 | 31 |    |    |    |

| Пн | Вт | Ср | Чт | Пт | Сб | Вс |
|    |    |    |    | 1  | 2  | 3  |
| 4  | 5  | 6  | 7  | 8  | 9  | 10 |
| 11 | 12 | 13 | 14 | 15 | 16 | 17 |
| 18 | 19 | 20 | 21 | 22 | 23 | 24 |
| 25 | 26 | 27 | 28 | 29 | 30 | 31 |

| Пн | Вт | Ср | Чт | Пт | Сб | Вс |
| 1  | 2  | 3  | 4  | 5  | 6  | 7  |
| 8  | 9  | 10 | 11 | 12 | 13 | 14 |
| 15 | 16 | 17 | 18 | 19 | 20 | 21 |
| 22 | 23 | 24 | 25 | 26 | 27 | 28 |
| 29 | 30 |    |    |    |    |    |

| Пн | Вт | Ср | Чт | Пт | Сб | Вс |
|    |    | 1  | 2  | 3  | 4  | 5  |
| 6  | 7  | 8  | 9  | 10 | 11 | 12 |
| 13 | 14 | 15 | 16 | 17 | 18 | 19 |
| 20 | 21 | 22 | 23 | 24 | 25 | 26 |
| 27 | 28 | 29 | 30 | 31 |    |    |

| Пн | Вт | Ср | Чт | Пт | Сб | Вс |
|    |    |    |    |    | 1  | 2  |
| 3  | 4  | 5  | 6  | 7  | 8  | 9  |
| 10 | 11 | 12 | 13 | 14 | 15 | 16 |
| 17 | 18 | 19 | 20 | 21 | 22 | 23 |
| 24 | 25 | 26 | 27 | 28 | 29 | 30 |

| Пн | Вт | Ср | Чт | Пт | Сб | Вс |
| 1  | 2  | 3  | 4  | 5  | 6  | 7  |
| 8  | 9  | 10 | 11 | 12 | 13 | 14 |
| 15 | 16 | 17 | 18 | 19 | 20 | 21 |
| 22 | 23 | 24 | 25 | 26 | 27 | 28 |
| 29 | 30 | 31 |    |    |    |    |

- Международный год пресной воды[1]
- Год Казахстана в Российской Федерации[2]
- Год Российской Федерации в Украине[3]
- Год инвалидов в Российской Федерации[4]
- Год киргизской государственности[5]
- Год Героя Туркменистана Гурбансолтан-едже — матери первого президента Туркменистана Сапармурата Ниязова

## События

### Январь
- 1 января — Луис Игнасиу Лула да Силва сменил Фернанду Энрики Кардозу в должности президента Бразилии.
- 5 января — Президентом Литвы избран Роландас Паксас.
- 8 января 
  - Авиалайнер «Beechcraft 1900D» авиакомпании «Air Midwest» сразу после взлёта потерял управление и рухнул на аэродром. Погибли все находящиеся на борту 19 пассажиров и 2 пилота, а также был ранен один человек на земле.
  - Катастрофа авиалайнера «Avro RJ100» в Диярбакыре
- 9 января — самолёт «Fokker F28-1000 Fellowship» перуанской авиакомпании TANS Perú потерпел катастрофу на подлёте к аэропорту вблизи Чачапояс, Перу. Никто из сорока шести пассажиров и членов экипажа на борту Fokker F28 не выжил.
- 10 января
  - в Джибути прошли парламентские выборы. Это стали первые выборы, в которых число политических партий не было ограничено четырьмя. Тем не менее победу вновь одержала правящая коалиция Союз за президентское большинство (UMP), которая получила все 65 мест Национальной ассамблеи[6][7].
  - Пхеньян выходит из договора о нераспространении ядерного оружия и официально разрывает договор с МАГАТЭ.
- 11 января — губернатор штата Иллинойс (США) помиловал 150 осуждённых на высшую меру наказания — всех заключённых-смертников Иллинойса[8].
- 16 января — 113-й старт (STS-107) по программе «Спейс Шаттл». 28-й полёт шаттла Колумбия. Экипаж — Рик Хасбанд, Уильям МакКул, Майкл Андерсон, Калпана Чавла, Дэвид Браун, Лорел Кларк, Илан Рамон.
- 19 января — на Кубе прошли выборы в Национальную ассамблею. Ассамблея была расширена до 608 членов.
- 22 января — в Нидерландах состоялись внеочередные парламентские выборы, принёсшие победу правящей партии Христианско-демократический призыв.
- 23 января — получен последний сигнал от «Пионера-10» (беспилотного космического аппарата НАСА, предназначенного, главным образом, для изучения Юпитера)[8].
- 28 января — на внеочередных выборах в парламент Израиля уверенную победу одержала партия «Ликуд», возглавляемая Ариэлем Шароном. В итоге «Ликуд» сформировал коалиционное правительство с партиями «Шинуй» «Исраэль ба-Алия» и «Ихуд леуми», а Ариэль Шарон сохранил за собой пост премьер-министра Израиля.
- 31 января — легализация однополых браков в Бельгии[8].

### Февраль
- 1 февраля
  - Катастрофа космического шаттла «Колумбия». Корабль разрушился при заходе на посадку; все семеро членов экипажа погибли[9].
  - Телеканал «ТНТ» сменил тематику передач на «реалити-шоу» и развлекательные программы[10].
  - Вступил в действие Гражданский процессуальный кодекс РФ.
  - Вступил в силу Ниццкий договор, внёсший изменения в Маастрихтский договор (или Договор о Европейском союзе), а также в Римский договор (или Договор о создании Европейского сообщества). Ниццкий договор реформировал институциональную структуру Европейского союза для расширения на восток, то есть способствовал задаче, которая была изначально поставлена Амстердамским договором, но не была решена на текущий момент.
  - В Зимбабве, близ города Камбазуман, произошло столкновение пассажирского и грузового поездов. Погибли порядка сорока человек[11].
- 2 февраля — в Кыргызстане по результатам референдума были одобрены поправки к Конституции, а президент Аскар Акаев получил возможность оставаться в должности до 2005 года[8].
- 4 февраля — образовано Государственное Сообщество Сербии и Черногории — вместо Союзной Республики Югославии (СРЮ)[9].
- 5 февраля — Армения вступила в ВТО[12].
- 9 февраля — Филип Вуянович набрал абсолютное большинство голосов на президентских выборах в Черногории, однако выборы были признаны недействительными, так как по избирательному закону участие должно было быть не менее 50 %, а явка на прошедших выборах составила лишь 46,64 %[13]. Более того, явка оказалась даже меньше, чем на предыдущих выборах в декабре 2002 года, которые также были признаны недействительными. Низкая явка объяснялась плохой погодой, бойкотом оппозиции и общим разочарованием избирателей из-за того, что пост президента рассматривался как чисто церемониальный[13]. После повторных проваленных выборов существовало два решения проблемы: отмена минимально необходимой явки и непрямые выборы президента в парламенте. К следующим выборам в мае минимальная явка была отменена.
- 14 февраля — Воиславу Шешелю предъявлено обвинение Международным трибуналом по бывшей Югославии. 24 февраля он сам является в Гаагу, дабы доказать свою невиновность и несправедливость суда по отношению к сербам[8].
- 15 февраля
  - Скоординированный общемировой день протеста против готовившегося вторжения коалиции, возглавляемой США, в Ирак. Демонстрации, проведённые в этот день, были частью протестов против Иракской войны, которые начались в 2002 году.
  - Убийство Крейга Зоргера.
- 16 февраля — Тассос Пападопулос избран президентом Кипра.
- 18 февраля — произошёл пожар в метро города Тэгу (Южная Корея)[8].
- 19 февраля 
  - Под Керманом потерпел катастрофу «Ил-76МД», принадлежавший Корпусу стражей Исламской революции, в результате чего погибли 275 человек. Это крупнейшая авиакатастрофа в истории вооружённых сил Ирана.
  - Роберт Кочарян одержал победу в первом туре президентских выборов в Армении[14].
- 20 февраля — в городе Уэст-Уорике штата Род-Айленд в клубе «Station» произошёл пожар, унёсший жизни ста человек.
- 25 февраля — Но Му Хён вступил в должность президента Республики Корея.

### Март
- 2 марта — парламентские выборы в Эстонии выиграли Центристская партия Эстонии и партия «Res Publica».
- 5 марта — Роберт Кочарян переизбран на посту президента Армении[8].
- 6 марта — при взлёте из аэропорта города Таманрассет (Алжир) потерпел крушение самолёт «Boeing 737—200 Алжирских авиалиний»[15]. «Боинг» упал вблизи аэродрома в каменистой местности и разрушился, из ста трёх человек находившихся на борту (6 членов экипажа и 97 пассажиров) в живых остался только один пассажир — 28-летний солдат Юсеф Джиллали.
- 7 марта — Светозара Маровича избрали президентом Государственного Союза Сербии и Черногории. Согласно конституционной хартии он одновременно стал премьер-министром.
- 8 марта — студенты парижской Политехнической школы совершили в Зале Ла-Верна первый в мире подземный полёт на воздушном шаре.
- 11 марта — в России на базе упраздняемой Федеральной службы налоговой полиции РФ создаётся Государственный комитет РФ по контролю за оборотом наркотических средств и психотропных веществ (Госнаркоконтроль России).
- 12 марта — в центре Белграда убит премьер-министр Сербии Зоран Джинджич, известный как сторонник «тесного сотрудничества» с Гаагским трибуналом. В частности именно по приказу З. Джинджича был арестован (а затем и выдан Гаагскому трибуналу) Слободан Милошевич[9]. И. о. премьер-министра стал Небойша Чович.
- 14 марта
  - Реджеп Тайип Эрдоган возглавил правительство Турции.
  - Конституционный референдум в Лихтенштейне
- 15 марта — Ху Цзиньтао занял пост Председателя КНР (до 14 марта 2013 г.).
- 16 марта
  - В Финляндии победителем парламентских выборов стала центристская партия «Финляндский центр» во главе с Аннели Яаттеэнмяки, которая обогнала на выборах Социал-демократическую партию Финляндии (СДП), став самой крупной партией в парламенте. Выборы были проведены в соответствии с методом д’Ондта по партийным спискам при пропорциональном представительстве, где в каждом избирательном округе проголосовали непосредственно за отдельного кандидата, но каждый голос также получила партия выигравшего кандидата. Это ещё раз вызвало критику со стороны некоторых избирателей, которые считали, что их голоса помогли кандидатам, которых они не хотели бы видеть у власти, из-за различий между кандидатами от одной партии. Тем не менее, в Финляндии по этому методу проходят выборы с самого начала парламентской истории страны в её нынешнем виде — с 1950 года — и, в то время как большинство людей устраивает нынешняя система, она вряд ли будет изменена.
  - Вэнь Цзябао занял пост Премьера Госсовета КНР (до 15 марта 2013 г.).
- 17 марта — и. о. премьер-министра Сербии стал Жарко Корач.
- 18 марта
  - Спутником «SOHO» впервые были засняты два одновременных протуберанца с противоположных сторон диска Солнца[8].
  - Зоран Живкович стал во главе сербского правительства.
- 20 марта — вторжение в Ирак войск международной коалиции во главе с США с целью свержения режима Саддама Хусейна[9].
- 24 марта — взвешена дальняя чёрная дыра[8].
- 27 марта — танковое сражение британских и иракских войск в окрестностях Басры. Иракские войска потеряли 14 танков[16].
- 30 марта — на парламентских выборах в Бенине победу одержало проправительственное «Президентское движение», поддерживавшее президента Матьё Кереку, которое получило 52 из 83-х мест парламента.

### Апрель
- 3 апреля — Сербия и Черногория вступила в Совет Европы[17].
- 6 апреля
  - Британские войска вошли в Басру[18].
  - Близ города Фаллуджа автоколонна с российскими дипломатами и журналистами, направлявшаяся в Дамаск, обстреляна неизвестными[9][19].
- 9 апреля
  - Войска коалиции заняли Багдад. США объявили о взятии Багдада и свержении Саддама Хусейна[20].
  - В центре Багдада сброшена с постамента статуя Саддама Хусейна[20].
- 10 апреля
  - Войска коалиции заняли Киркук[21].
  - Юхан Партс стал премьер-министром Эстонии.
- 11 апреля 
  - Войска коалиции заняли Мосул[22].
  - Поджог казино «Паллада» (Петропавловск-Камчатский). 7 погибших.
- 11—12 апреля — состоялся рабочий визит Герхарда Шрёдера (канцлер Германии) в Санкт-Петербург, во время которого ему было присвоено звание Почётного доктора[23].
- 12 апреля — на Мальте прошли всеобщие парламентские выборы[24]. В результате победу одержала Националистическая партия, получившая 35 из 65 мест парламента. Лидер партии Эдвард Фенек Адами вновь стал премьер-министром страны.
- 15—16 апреля — I форум приграничных регионов Казахстана и России (Омск, Россия)[25].
- 17 апреля
  - Аннели Яаттеэнмяки стала премьер-министром Финляндии.
  - Войска коалиции подавили последний очаг сопротивления под Багдадом[26].
- 24 апреля — выход Windows Server 2003.
- 26 апреля — старт космического корабля «Союз ТМА-2». Экипаж старта — Юрий Маленченко и Эдвард Цзан Лу (США).
- 27 апреля — на выборах в Палату Представителей Йемена Всеобщий народный конгресс Йемена набрал 58 % голосов избирателей и занял 238 мест из 301.

### Май
- 1 мая
  - Джордж Буш объявил об окончании основных боевых действий в Ираке[27].
  - В Монголии началась приватизация земли. В соответствии с принятым парламентом страны законом, каждая монгольская семья, проживающая в городе, может получить бесплатно 0,07 га земли[8].
- 3 мая — парламентские выборы в Науру.
- 4 мая — приземление корабля «Союз ТМА-1». Экипаж посадки — Николай Бударин, Кеннет Бауэрсокс (США) и Доналд Петтит (США).
- 5 мая — Ахмед Уяхья возглавил правительство Алжира.
- 10—11 мая — в Литве состоялся референдум о вступлении в ЕС. В голосовании приняло участие более 60 % процентов зарегистрированных избирателей и более 90 % из них высказались в поддержку вступления Литвы в Евросоюз.
- 11 мая — в Черногории прошли президентские выборы, третьи за полгода. Выборы в декабре 2002 года и в феврале 2003 года оказались недействительными из-за низкой явки избирателей: по закону явка должна была составлять не менее 50 %, чтобы результаты были действительны.[13] К этим выборам правило о минимальном 50%-м участии было отменено. В результате выборов президентом Черногории был избран Филип Вуянович, получивший 64,2 % голосов, который сильно опередил соперников и в предыдущих выборах.
- 12 мая — Вторая чеченская война: гружёный взрывчаткой «КамАЗ», управляемый женщиной-смертницей, взорвался у здания Надтеречного районного отдела УФСБ. Погибло более 60 человек, более 200 ранено.
- 16—17 мая — в Словакии состоялся референдум о вступлении в ЕС. В голосовании приняло участие более 52,15 % процентов зарегистрированных избирателей и более 90 % из них высказались в поддержку вступления Словакии в Евросоюз.
- 20 мая — первый полёт частного управляемого космического корабля «SpaceShipOne».
- 24 мая
  - Открыты станции Киевского метрополитена «Житомирская» и «Академгородок».
  - В Риге (Латвия) прошёл 48-й конкурс Евровидение.
- 25 мая
  - В результате прошедших выборов в парламент Армении Республиканской партии удалось не только сохранить, но по сравнению с 1999 г. увеличить число своих депутатов в парламенте. На референдуме были отвергнуты поправки к конституции, предусматривающие изменение полномочий парламента[28].
  - В Молдавии состоялся первый тур всеобщих местных выборов.
- 26 мая — Катастрофа самолёта «Як-42» под Трабзоном, погибло 75 человек: 62 испанских военнослужащих и 13 членов экипажа.
- 27—31 мая — праздновалось 300-летие Санкт-Петербурга.
- 29 мая — объединение «Радио Ретро» и «Радио Ностальжи» в новую станцию «Ретро FM» (Россия).
- 31 мая — официальное открытие воссозданной Янтарной комнаты при участии Владимира Путина и Герхарда Шрёдера[8].

### Июнь
- 8 июня — в Молдавии состоялся второй тур всеобщих местных выборов. По всей территории Молдавии процент явки избирателей составил 58,68 %, а в Кишинёве 45,43 %, что достаточно для признания выборов состоявшимися. На выборах были избраны районные и муниципальные, городские и сельские советы, а также 1295 примаров.
- 13 июня — Даниал Ахметов утверждён парламентом Республики Казахстан на посту премьер-министра Казахстана.
- 13—14 июня — в Чехии состоялся референдум о вступлении в ЕС. Более 77 % избирателей поддержало членство в ЕС.
- 15 июня — открыт Ладожский вокзал в Санкт-Петербурге.
- 16 июня
  - Александр Беглов стал и. о. губернатора Санкт-Петербурга.
  - Абед Хамид Махмуд арестован в районе Тикрита.
- 17 июня — в Иордании прошли парламентские выборы, это были четвёртые выборы после политической либерализации 1989 года. Явка составила 58,8 % от 2 325 496 зарегистрированных избирателей. Большинство в Народном собрании получили наиболее влиятельные племенные представители.
- 20 июня — создан фонд Викимедиа.
- 22 июня
  - Телеканал «ТВС» по приказу Министерства печати и массовых коммуникаций прекратил вещание[29][30]. В 00:25 на частотах «ТВС» начал вещать федеральный канал «Спорт»[31][32].
  - В Таджикистане состоялся конституционный референдум об удаление 65-й статьи Конституции, которая ограничивала полномочия президента одним сроком[33]. Изменения утверждены 93 % избирателей, при явке 96 %[34].
- 24 июня — правительство Финляндии возглавил Матти Ванханен.
- 25 июня — Канада и Бутан установили дипломатические отношение[35][36].
- 26 июня — Верховный суд США постановил, что запрет гомосексуальных отношений противоречит Конституции страны[8].

### Июль
- 2 июля
  - В рамках «дела ЮКОСа» арестован председатель совета директоров МФО «Менатеп» Платон Лебедев.
  - В Индии, в пригороде столицы штата Андхра-Прадеш, города Хайдерабадана, локомотив и два первых вагона сошли с рельсов. Погибло более 10 человек[37].
- 5 июля — теракт в Москве на рок-фестивале «Крылья». В результате взрывов погибли 15 человек, 60 ранены[38].
- 8 июля — катастрофа Boeing 737 под Порт-Суданом, погибли 117 человек. Это крупнейшая авиационная катастрофа в истории Судана.
- 10 июля — Сергей Сидорский стал исполняющим обязанности премьер-министра Республики Беларусь. 26 декабря утверждён в должность.
- 11 июля — во Франции вместо общепринятого англицизма e-mail, означающего электронную почту, решено использовать канадское слово courriel. Такое решение в рамках борьбы за чистоту языка приняла государственная комиссия[8].
- 12 июля
  - Директор ЦРУ Джордж Тенет взял на себя ответственность за включение фальшивых данных об Ираке в январское выступление президента Джорджа Буша перед конгрессом. Он назвал «ошибкой» включение несоответствовавших действительности данных о попытках Ирака приобрести уран в Африке[8].
  - Канада легализовала марихуану[8].
- 16 июля — в Сан-Томе и Принсипи майором Фернанду Перейра и его сторонниками осуществлён государственный переворот. Через два дня, после переговоров с делегацией представителей различных международных организаций, прибывших в столицу Сан-Томе, мятежники добровольно сложили оружие и к власти вернулся президент Менезеш.
- 21 июля — торнадо разрушил большую часть виадука Кинзу (США).
- 22 июля — убийство сыновей Саддама Хусейна Кусея и Удея.

### Август
- 1 августа — в Северной Осетии взорвано здание Моздокского госпиталя. Погибли 50 человек, более 60 — ранены.
- 3 августа — в КНДР прошли выборы в Верховное народное собрание. 687 депутатов было выбрано в Верховное народное собрание, 26650 депутатов были выбраны в городские, окружные и провинциальные народные собрания.[39] Все кандидаты были членами трёх партий, входящих в Единый демократический отечественный фронт. Выборы прошли на безальтернативной основе. Явка составила 99,9 %, и ЕДОФ получил 100 % голосов.[40]
- 4 августа — Ильхам Алиев назначен премьер-министром Азербайджана.
- 5 августа — взрыв в гостинице Марриот, Джакарта, погибли 12 человек, ранены 150.
- 11 августа — НАТО принимает командование международными миротворческими силами в Афганистане[8].
- 14 августа
  - Сбой электросети США и Канады.
  - В Косово албанские боевики расстреляли маленьких детей, игравших на берегу реки.
- 19 августа — взрыв у штаб-квартиры ООН в Багдаде привёл к гибели двадцати двух сотрудников, включая спецпредставителя генерального секретаря ООН Сержиу Виейра ди Меллу. Это был крупнейший теракт в истории Объединённых Наций, после чего ООН вывела свой персонал из Ирака. Группа представителей ООН возобновила свою деятельность в стране лишь через год[9].
- 20 августа — в Камчатской области в районе вулкана Опала вертолёт Ми-8 с 17-ю пассажирами и тремя членами экипажа на борту потерпел крушение, потеряв управление в результате соударения лопастей несущего винта с хвостовой балкой и разрушения конструкции вертолёта. Погибли все находившиеся на борту 20 человек, в основном руководители различного уровня из администрации Сахалинской области. Среди погибших — губернатор Сахалинской области Игорь Фархутдинов.
- 22 августа — на космодроме Алкантара от взрыва третьей ракеты VLS-1 (V03) погиб 21 человек, свыше 20 получили ранения.
- 25 августа — Поль Кагаме избран президентом Руанды.
- 26 августа — вышел первый номер российского журнала «Мир фантастики»[41], награждённого некоторым числом премий[42][43][44][45][46].
- 28 августа 
  - Казахстан и Ливан установили дипломатические отношение[47][48][49].
  - Авария в энергосистеме в Великобритании.
- 29 августа — в Алма-Ате подписана Алма-Атинская декларация развивающихся стран, не имеющих выхода к морю по поддержке Алматинской программы действий.
- 30 августа — российская атомная подводная лодка К-159 — затонула ночью вблизи острова Кильдин во время буксировки из бухты Гремиха для утилизации. Погибло 9 человек.

### Сентябрь
- 1 сентября — власти Ливии согласились выплатить компенсации семьям погибших в результате взрыва на борту авиалайнера французской авиакомпании UTA в 1989 году.
- 3 сентября — подрыв электропоезда Кисловодск — Минеральные Воды на перегоне Подкумок — Белый уголь. Дистанционно управляемые взрывные устройства были заложены на железнодорожном полотне на расстоянии 6 метров друг от друга. Взрывы были инициированы устройством, которое было прикреплено террористами к днищу вагона поезда. Суммарная мощность взрывов составила 15 кг в тротиловом эквиваленте. В результате теракта 7 человек погибли, около 80 ранены. По данным следствия, заказчиком теракта являлся чеченский террорист Доку Умаров.
- 7 сентября — состоялся первый тур выборов губернатора Свердловской области.
- 10 сентября
  - в супермаркете в центре Стокгольма на министра иностранных дел Швеции Анну Линд совершено покушение. Нападавший нанёс ей несколько ударов ножом, после чего скрылся. Линд доставлена в Каролинскую больницу, где врачи на протяжении нескольких часов боролись за её жизнь. Однако ранним утром 11 сентября она скончалась от полученных травм[50].
  - Мухаммед Наджи аль-Отари возглавил правительство Сирии.
- 14 сентября
  - В Швеции состоялся необязательный референдум по введению евро. Референдум потерпел неудачу.
  - В Эстонии состоялся референдум с целью определить, следует ли Эстонии присоединиться к Европейскому союзу (ЕС). Чуть более двух третей избирателей поддержали предложение.
- 18 сентября — при выполнении испытательного полёта после ремонта двигателя произошла катастрофа самолёта Ту-160, он разбился при заходе на посадку, в 40 км от ВПП аэродрома вблизи города Энгельс[8].
- 19 сентября — на встрече министров образования европейских государств в Берлине Россия официально вступила в Болонский процесс — единое европейское пространство высшего образования[51].
- 20 сентября — в Латвии состоялся референдум о вступлении в ЕС, на котором 66,97 % граждан страны проголосовали за присоединение к Евросоюзу. Против членства Латвии в ЕС были 32,26 % участников референдума.
- 21 сентября — Эдуард Россель избран губернатором Свердловской области во втором туре, состоялся первый тур выборов губернатора Санкт-Петербурга.
- 27 сентября — в 15:33 по московскому времени произошёл первый толчок Чуйского землетрясения (Алтайские горы, Россия).
- 28 сентября — аварийное отключение электроэнергии затронуло всю территорию Италии, за исключением островов Сардиния и Эльба, на 12 часов, а также часть Швейцарии в районе Женевы на 3 часа. Это событие затронуло 56 миллионов человек, став самым крупным обесточиванием в серии аварийных отключений электроэнергии в 2003 году. Также это было самое серьёзное нарушение энергоснабжения в Италии за 70 лет.
- 29 сентября — Россия установила дипломатические отношения с Сент-Китсом и Невисом[52].

### Октябрь
- 5 октября — президентом Чеченской Республики избран Ахмат Кадыров, губернатором Санкт-Петербурга избрана Валентина Матвиенко.
- 9 октября — попытка заговора сотрудников ФСБ с целью покушения на Владимира Путина[53].
- 10 октября — Джордж Буш объявил о создании Комиссии по содействию свободной Кубе[8].
- 12 октября
  - Открылась Циньшэньская ВСМ — первая китайская высокоскоростная железнодорожная магистраль.
  - Михаэль Шумахер стал первым в истории гонок «Формула-1» 6-кратным чемпионом мира, побив рекорд по количеству чемпионских титулов (5)Хуана-Мануэля Фанхио, державшийся с 1957 года (рекорд был не только непревзойдённым, но и неповторённым — вторым 5-кратным чемпионом стал сам Шумахер в предыдущем, 2002 году).
- 15 октября
  - Старт Шэньчжоу-5. Экипаж — Ян Ливэй. Продолжительность полёта — 21 час. Это первый самостоятельный пилотируемый космический полёт Китая[9].
  - На президентских выборах в Азербайджане победил Ильхам Алиев, сын Гейдара Алиева[9].
- 17 октября — на Мальдивах прошли президентские выборы в форме референдума, так как Парламентом был предложен только один кандидат[54]. Действующий президент Момун Абдул Гаюм был переизбран в шестой раз на пост, набрав 90 %. Эти выборы стали последними успешными выборами для Гаюма.
- 18 октября — старт космического корабля Союз ТМА-3. Экипаж старта — Александр Калери, Майкл Фоул (США) и Педро Дуке (Испания).
- 19 октября 
  - Парламентские выборы на Аландских островах
  - Парламентские выборы в Швейцарии привели к значительному усилению правой евроскептической и антииммиграционной Швейцарской народной партии. Усилили своё влияние левые Социал-демократическая и Зелёная партии, в то время как центристские и право-центристские Христианско-демократическая и Свободная демократическая партии существенно ослабили своё влияние.
- 23 октября — авария на шахте Капитальная-Западная в Ростовской области.[источник не указан 1062 дня]
- 24 октября — установлены дипломатические отношение между Арменией и Гайаной[55].
- 25 октября
  - Михаил Ходорковский арестован в новосибирском аэропорту «Толмачёво» по обвинению в хищениях и неуплате налогов[56][57].
  - Фейсал аль-Файез возглавил правительство Иордании.
- 27 октября — взрывы прогремели в центральных районах Багдада у штаб-квартиры Красного Креста, здания министерства промышленности и полицейского участка. Для атак террористы использовали начинённые взрывчаткой автомобили. 35 человек погибли, более 200 получили ранения.
- 28 октября — приземление корабля Союз ТМА-2. Экипаж посадки — Юрий Маленченко, Эдвард Цзан Лу (США) и Педро Дуке (Испания).
- 31 октября — Махатхир Мохамад ушёл в отставку с поста премьер-министра Малайзии. Он возглавлял страну более 22 лет. Абдулла Ахмад Бадави стал новым премьер-министром.

### Ноябрь
- 2 ноября — в Грузии парламентские выборы по официальным данным завершились победой Эдуарда Шеварднадзе и его союзников, но оглашённые результаты не были признаны международными наблюдателями и противниками Шеварднадзе. Параллельно прошёл конституционный референдум о сокращении количество мест в следующем парламенте Грузии с 235 до 150. Почти 90 % проголосовали за.
- 2 ноября — 4 января 2004 — «революция роз» в Грузии. Отставка президента Эдуарда Шеварднадзе и государственного министра (главы правительства) А. Х. Джорбенадзе. И. о. президента стала председатель Парламента Грузии Нино Бурджанадзе, а новым государственным министром был назначен Зураб Жвания.
- 4 ноября
  - Артур Расизаде назначен премьер-министром Азербайджана.
  - Директива 2003/88/ЕС.
- 14 ноября — установлены дипломатические отношение между Арменией и Того[58].
- 18 ноября
  - Верховный суд Массачусетса посчитал неправомерным лишение права на брак представителей сексменьшинств. Массачусетс стал первым штатом в Америке, признавшим брак между геями[8].
  - Установлены дипломатические отношение между Арменией и Андоррой[59][60].
- 19 ноября — Майкл Джексон арестован по подозрению в изнасиловании несовершеннолетнего.
- 20 ноября — в центре Стамбула произошёл тройной террористический акт — у здания британского банка, у британского консульства и недалеко от здания израильского дипломатического представительства. Погибли 28 человек, 450 человек получили ранения. А незадолго до этого, 15 ноября, произошли два террористических акта — взрывы возле двух стамбульских синагог. Тогда 25 человек были убиты и более 300 ранено.
- 22 ноября — сразу после вылета из Багдадского аэропорта грузовой самолёт Airbus A300B4-203F компании DHL был поражён зенитной ракетой, выпущенной из ПЗРК. Попадание ракеты повредило консоль и механизацию крыла, что вызвало утечку топлива, а также произошла потеря гидравлики и как следствие потеря управления. Экипаж смог посадить самолёт в аэропорту Багдада, никто не пострадал.
- 23 ноября
  - начало конфликта между властями Автономной республикой Аджария (под управлением Аслана Абашидзе) и официальными грузинскими властями Тбилиси.
  - Парламентские выборы в Хорватии принесли победу партии Хорватское демократическое содружество.
- 24 ноября — пожар в общежитии РУДН, где проживали иностранные студенты. При пожаре погибли 44 человека, более 180 пострадали. Среди погибших и пострадавших были студенты из Китая, Вьетнама, Перу, Эквадора, Эфиопии, Анголы, Марокко, Ливана, Малайзии и других стран.
- 27 ноября — на Гренаде прошли парламентские выборы[61] на которых были избраны 15 депутатов Палаты представителей. Новая национальная партия (ННП) получила меньшее число мест, чем на предыдущих выборах, но тем не менее обеспечила себе большинство в парламенте. Лидер ННП Кит Митчелл в 3-й раз стал премьер-министром страны. Участие составило 57,7 %.[62]

### Декабрь
- 1 декабря — Женевская инициатива.
- 5 декабря
  - В Ставропольском крае взорван вагон пригородного электропоезда Кисловодск — Минеральные Воды, подъезжавшего к станции Ессентуки. Погибли 44 человека, 156 ранены. По данным следствия, теракт совершила смертница из террористической группировки Басаева «Риядус-Салихийн».
  - Открыт самый длинный (более 15 км) в России Северо-Муйский тоннель, спрямивший 54 км участок Байкало-Амурской магистрали, движение на котором было опасным из-за многочисленных крутых серпантинов и высоких виадуков.
- 7 декабря
  - На выборах в Государственную думу четвёртого созыва пятипроцентный барьер при пропорциональных выборах половины депутатов преодолели 4 списка: «Единая Россия», КПРФ, ЛДПР и «Родина».
  - Юрий Лужков и Валерий Шанцев переизбраны на посту мэра и вице-мэра Москвы, Алексей Якуничев переизбран главой Вологды, а в Екатеринбурге состоялся первый тур выборов главы города.
- 9 декабря — у отеля «Националь» в Москве террористка-смертница привела в действие взрывное устройство. Погибли 6 человек, в том числе сотрудницы ФНС РФ Инна Гизоева и Татьяна Комарова, 14 человек ранено.
- 12 декабря
  - Шавкат Мирзиёев назначен премьер-министром Узбекистана.
  - Пол Мартин стал премьер-министром Канады.
- 13 декабря — в районе города Тикрита арестован Саддам Хусейн[63].
- 15 декабря — Королевской бутанской армией предпринята военная операция против базировавшихся в Бутане вооружённых отрядов ассамских мятежников, закончившаяся выдворением мятежников с территории Бутана обратно в Индию.
- 15 декабря — 28 февраля 2004 — Вторая чеченская война (начало): Рейд на Дагестан отряда под командованием Руслана Гелаева.
- 21 декабря — Аркадий Чернецкий переизбран главой Екатеринбурга.
- 23 декабря — Иво Санадер стал премьер-министром Хорватии.
- 25 декабря — катастрофа «Boeing 727» в Котону, погиб как минимум 141 человек. Крупнейшая авиакатастрофа на территории Бенина.
- 26 декабря — в результате землетрясения погибли более 41 тыс. жителей иранского города Бама[64].
- 28 декабря — в Сербии прошли досрочные парламентские выборы. Хотя больше всех голосов набрали радикалы Томислава Николича, но находясь в изоляции они не имели шансов получить власть. В борьбу за право сформировать правительство включились три основные реформистские партии, ранее входившие в коалицию Демократической оппозиции Сербии. Только на второй сессии в феврале удалось выбрать нового главу Скупщины. Им стал Драган Маршичанин, представитель демократов Коштуницы, кандидатуру которого поддержали депутаты от G17+, Сербского движения обновления, «Новой Сербии» и социалистов. В середине февраля лидер Демократической партии Сербии Воислав Коштуница получил мандат на формирование нового правительства Сербии. Ему удалось достичь коалиционного соглашения с G17+, Сербским движением обновления и партией «Новая Сербия», заручившись поддержкой 109 депутатов. Так как для получения парламентского большинства требовалось 126 мест из 250, Коштунице требовалась поддержка социалистов, чтобы сформировать новое правительство. Ему удалось договориться о том, что депутаты Соцпартии будут поддерживать правительство в парламенте, хотя и не получат министерские посты. 3 марта 2004 года новое сербское правительство во главе с Коштуницей пришло к власти.

### Продолжающиеся события
- Арабо-израильский конфликт.
- Война в Афганистане.
- Ачехский конфликт.
- Вторая гражданская война в Судане.
- Гражданская война на Шри-Ланке.
- Турецко-курдский конфликт.
- Гражданская война в Сомали.
- Гражданская война в Бирме.
- Гражданская война в Бурунди.
- Гражданская война в Непале.
- Гражданская война в Колумбии.
- Вторая чеченская война.
- Конфликт в Магрибе.
- Гражданская война в Кот-д’Ивуаре.

### Вооружённые конфликты, начавшиеся в 2003 году
- Дарфурский конфликт.
- Иракская война.

### Вооружённые конфликты, закончившиеся в 2003 году
- Вторая конголезская война.
- Вторая гражданская война в Либерии.

## Родились
См. также: Категория:Родившиеся в 2003 году

### Август
- 24 августа — Алёна Косторная, российская фигуристка-одиночница.

### Сентябрь
- 3 сентября
  - Эйлин Гу, американо-китайская фристайлистка, олимпийская чемпионка и чемпионка мира.
  - Марк Кондратюк, российский фигурист, выступающий в мужском одиночном катании.

### Октябрь
- 18 октября — Катя Адушкина, российский видеоблогер и певица.

### Декабрь
- 9 декабря — Син Юна, южнокорейская певица, танцор и рэпер, участница группы Itzy.

## Скончались
См. также: Категория:Умершие в 2003 году
- 8 марта — Эдуард Изотов, советский актёр театра и кино. Заслуженный артист Российской Федерации (род. 1936).
- 21 апреля — Нина Симон, американская певица, пианистка, композитор, аранжировщица (род. 1933).
- 16 августа — Дада Уме Иди Амин, президент Уганды с 1971 по 1979 (род. 1925).
- 5 сентября — Кир Булычёв, советский писатель-фантаст, ученый-востоковед и фалерист (род. 1934).
- 19 декабря — Гейдар Алиев, 3 президент Азербайджана с 1993 по 2003 (род. 1923 год)

## Персоны года
Человек года по версии журнала Time — Американский солдат (участие в Иракской войне; абстрактное понятие).

## Нобелевские премии
- Физика — Алексей Абрикосов, Виталий Гинзбург, Энтони Леггет — «За создание теории сверхпроводимости второго рода и теории сверхтекучести жидкого гелия-3».
- Химия:
  - Питер Агре — «За открытие водного канала»;
  - Родерик Маккинон — «За изучение структуры и механизма ионных каналов».
- Медицина и физиология — Пол Лотербур, Питер Мэнсфилд — «За изобретение метода магнитно-резонансной томографии».
- Экономика:
  - Роберт Энгл — «За разработку метода анализа временных рядов в экономике на основе математической модели с авторегрессионной условной гетероскедастичностью (ARCH)»;
  - Грэнджер, Клайв — Клайв Грэнджер — «За разработку метода коинтеграции для анализа временных рядов в экономике».
- Литература — Кутзее, Джон Максвелл, романам которого «присущи хорошо продуманная композиция, богатые диалоги и аналитическое мастерство» и в то же время автор «подвергает беспощадной критике жестокий рационализм и искусственную мораль западной цивилизации», «интеллектуально честен и занимается проблемами различения правильного и неправильного, мук выбора, действия и бездействия».
- Премия мира — Ширин Эбади — «За вклад в развитие демократии и борьбу за права человека, особенно женщин и детей в Иране».